# پتروشیمی جم‌پیلن
شرکت پتروشیمی جم‌پیلن (JPPC) در سال ۱۳۸۳ در منطقه ویژه اقتصادی انرژی پارس در عسلویه از توابع استان بوشهر تأسیس شد. این شرکت، تولید کننده انواع گریدهای پلی‌پروپیلن با نام تجاری"JAMPILEN" با تکیه بر فن آوری Spheripol با ظرفیت اسمی ۳۰۰ هزار تن در سال است. جم‌پیلن بیش از ۱۲۰ نوع از گریدهای پلی‌پروپیلن شامل هموپلیمر، کوپلیمر تصادفی، کوپلیمر ضربه پذیر(هتروفاز) و ترپلیمر با هدف پوشش تمامی کاربردهای پلی‌پروپیلن در بازار ایران و جهان را تولید می‌کند. این شرکت نام خود را از شرکت پلی پروپیلن جم به شرکت پتروشیمی جم پیلن تغییر داد.

## اهداف
با توجه به پیش بینی عدم مشارکت کارشناسان و سرمایه گذاران خارج از کشور برای تکمیل طرح‌های توسعه صنایع پتروشیمی و از جمله طرح کامپاندینگ این شرکت، به دلیل تداوم محدودیت‌های بین المللی در سال ۱۳۹۹، بررسی‌های لازم و اقدامات قراردادی برای تولید کامپاند بصورت خارج از کارخانه و با مشارکت بخش خصوصی آغاز و در مرحله انعقاد قرارداد و انجام عملیات اجرایی است. تولید گریدهای‌های جدید با ارزش افزوده بالا، تلاش در جهت دستیابی به تولید ۳۰۰ هزار تن سالیانه از طریق تامین خوراک از سایر منابع پالایشگاهی در شازند و آبادان، تولید گریدها با زمینه استفاده در تولید محصولات بهداشتی و دارویی کشور و انجام بررسی برای امکان سرمایه‌گذاری در خرید شرکت‌های تولیدکننده صنایع بسته بندی مانند فیلم و شرینک در جهت خودکفایی زنجیره کامل تولید و بسته بندی محصولات شرکت از دیگر اهداف این شرکت به حساب می‌آید.

## سهامداران
شرکت پتروشیمی جم‌پیلن دارای پنج سهامدار عمده است. شرکت پتروشمیران (سهامی خاص)، شرکت پتروشیمی جم (سهامی عام)، صندوق سرمایه‌گذاری اختصاصی بازارگردانی ارزش آفرین صندوق بازنشستگی کشوری (سهامی خاص)، شرکت سهامی بیمه ایران (سهامی خاص) و شرکت توسعه و مدیریت سرمایه صبا (سهامی خاص) به عنوان سهامدارنِ‌عمده‌ی این شرکت به حساب می‌آیند.

## تحقق بودجه
طی گزارشی رسمی اعلام شده که شرکت جم پیلن در صدر جدول تحقق بودجه فروش پتروشیمی‌ها در سال ۱۴۰۲ عنوان شده است.

## درآمد
میزان فروش درآمدهای جم پیلن در طی ۸ ماهه ابتدایی سال ۱۴۰۲ حدودا به ۷ هزار میلیارد تومان رسید.

## هیئت مدیره
سارنگ سلیمانی، رئیس هیئت مدیره، رضا گنجی ارجنکی، مدیر عامل و نائب رئیس هیئت مدیره و مهدی محمدی، عضو هیئت مدیره، محمد میرزائی فتح‌کوهی، عضو هیئت مدیره و احسان محبی نظر به عنوان اعضاء هیئت مدیره‌ی ایران شرکت هستند.

## محصولات
این شرکت، تولید کننده انواع گریدهای پلی‌پروپیلن با نام تجاری"JAM-PILEN" با تکیه بر فن آوری Spherion با ظرفیت اسمی ۳۰۰ هزار تن در سال است. جم‌پیلن بیش از ۱۲۰ نوع از گریدهای پلی‌پروپیلن شامل هموپلیمر، کوپلیمر تصادفی، کوپلیمر ضربه پذیر(هتروفاز) و ترپلیمر با هدف پوشش تمامی کاربردهای پلی‌پروپیلن در بازار ایران و جهان را تولید می‌کند.

## چشم‌انداز
این شرکت در ترسیمِ‌چشم‌اندازِ خود آورده است که پتروشیمی جم‌پیلن بزرگترین تولیدکننده داخلی، بزرگترین صادر کننده و از گزینه‌های برتر منتخب مشتریان درخصوص محصولات پلی پروپیلن و سرآمد کیفیت و نوآوری است.

## ماموریت
این شرکت خود را متعهد به ارزش آفرینی پایدار برای کلیه ذینفعان با توسعه قابلیت‌های سازمان در تولید و فروش پلی پروپیلن، با رویکرد نوآوری، تنوع بخشی محصولات، بهبود کیفیت مستمر و رعایت قوانین و الزامات می‌داند.

## مسئولیت اجتماعی
این شرکت در زمینه‌ی مسئولیت‌های اجتماعی اقداماتی ازجمله کمک‌های عام‌المنفعه و همکاری با موسسات خیریه و کمک به رفاه عمومی جامعه، افزایش سطح رفاهی، بهداشتی و آموزشی کارکنان، دوره های آموزشی واحد HSE،  برنامه شرکت جهت حذف تلفات نیروی انسانی و استفاده از منابع تجدید پذیر را ازجمله فعالیت‌های خود در زمینه‌ی عملکرد اجتماعی برمی‌شمارد.

## بورس
شرکت پلی پروپیلن جم(سهامی عام) به‌عنوان بزرگ‌ترین تولیدکننده پلی پروپیلن در ایران با نماد «جم پیلن» در فهرست نرخ‌های بازار دوم بورس اوراق بهادار تهران درج شده است.